# Tercera Cumbre BRICS 2011
La Tercera Reunión-Cumbre del BRICS se realizó en Sanya, China, el 14 de abril de 2011. Los cinco jefes de Estado de los miembros de este grupo comparecieron al evento, el presidente de Brasil Dilma Rousseff, el presidente de Rusia Dmitri Medvédev, el primer ministro de India Manmohan Singh, el presidente de China Hu Jintao, y el presidente de Sudáfrica Jacob Zuma.
Después de la segunda cumbre en Brasilia, en el año 2010, en donde África del Sur fue invitada a participar, el grupo anteriormente conocido como BRIC, pasó a denominarse BRICS, al concretarse la admisión del citado país africano como miembro pleno de la estructura de cooperación internacional.

## Sistema Monetario
El principal asunto de esta reunión-cumbre, fue la reforma del Sistema Monetario Internacional.
Según el ministro de Relaciones Exteriores chino, ese país va a orientar su accionar a fortalecer la coordinación y la cooperación mutua, para que se concrete la reforma del sistema monetario mundial. Por más que la economía de los países-miembro de la cumbre BRICS sean diferentes, todos tienen intereses en común, y entre ellos: Transformar el G20 en el principal mecanismo de gerenciamiento de la economía global.

## Ataques en Libia
El 14 de abril de 2011, los líderes del BRICS analizaron y criticaron los ataques en Libia, pues defendieron la búsqueda de una solución a través del diálogo a efectos de dirimir controversias y disputas, aunque muy diplomáticamente, el comunicado emitido evita condenar las operaciones militares de la OTAN en Libia. Al mismo tiempo, los países del BRICS anunciaron que se comprometen a apoyar e involucrarse en eventuales acciones militares y humanitarias, en la medida que las mismas sean autorizadas por el Consejo de Seguridad de las Naciones Unidas.

## Líderes

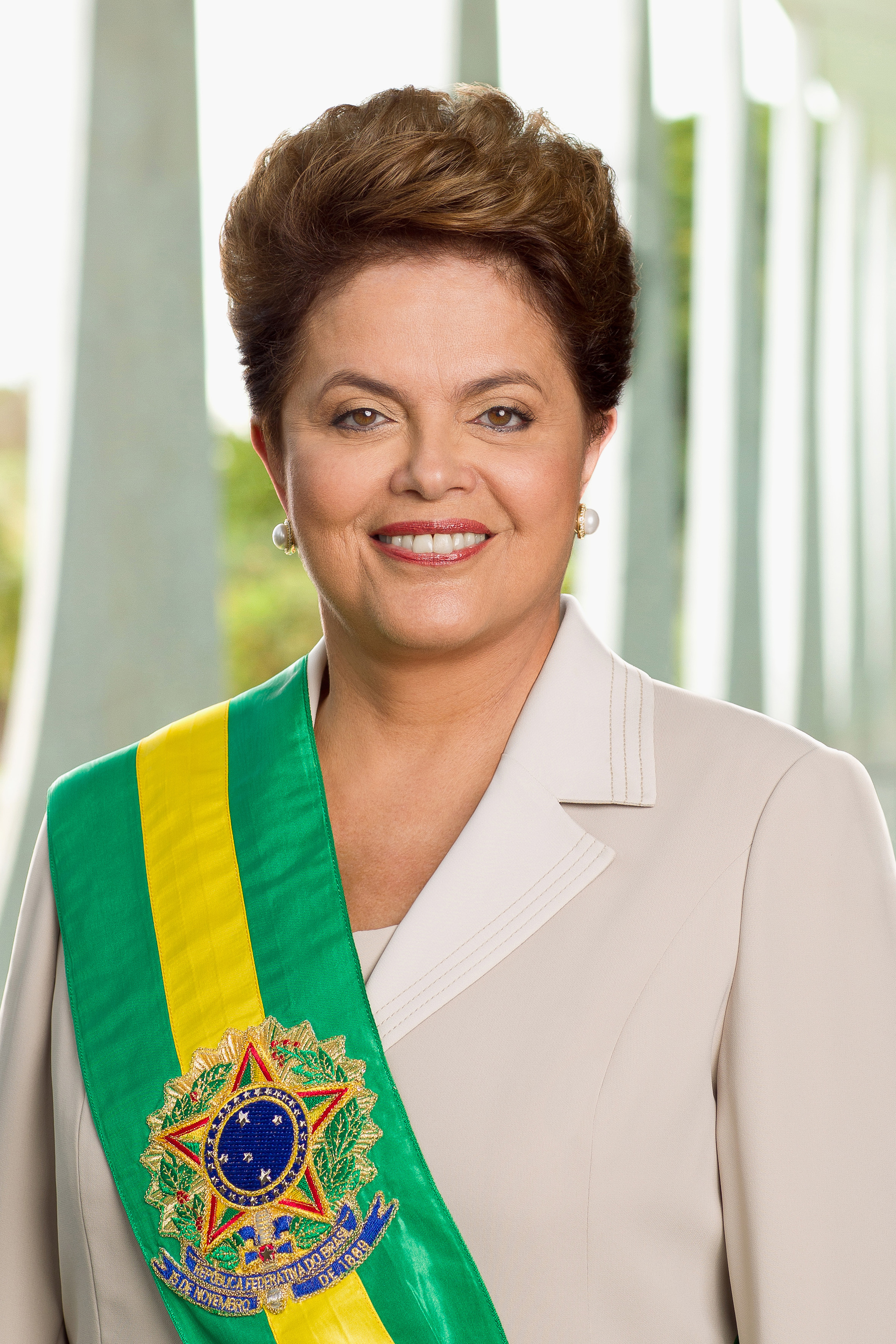
Dilma Rousseff, Presidente de Brasil.
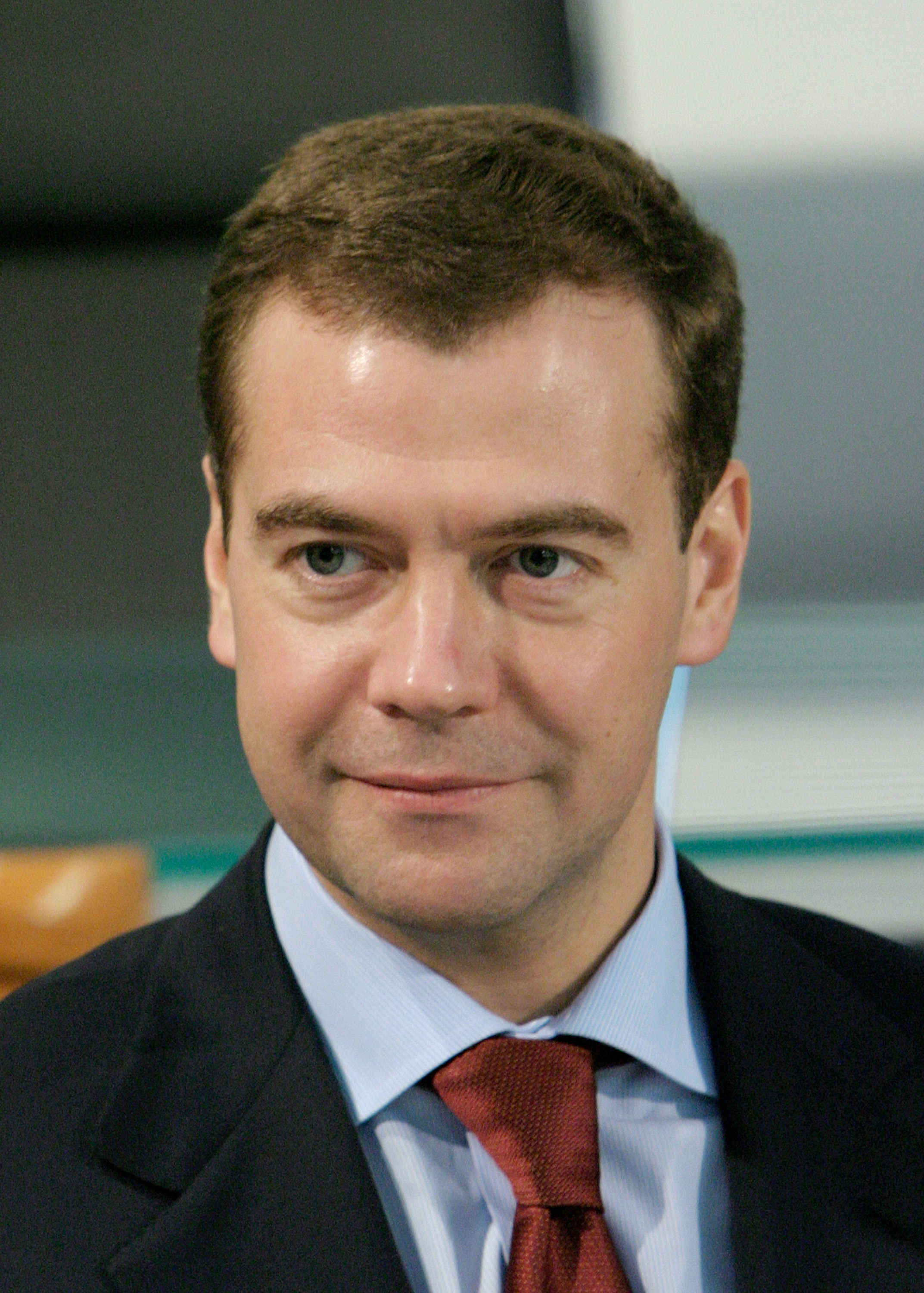
Dmitri Medvédev, Presidente de Rusia.
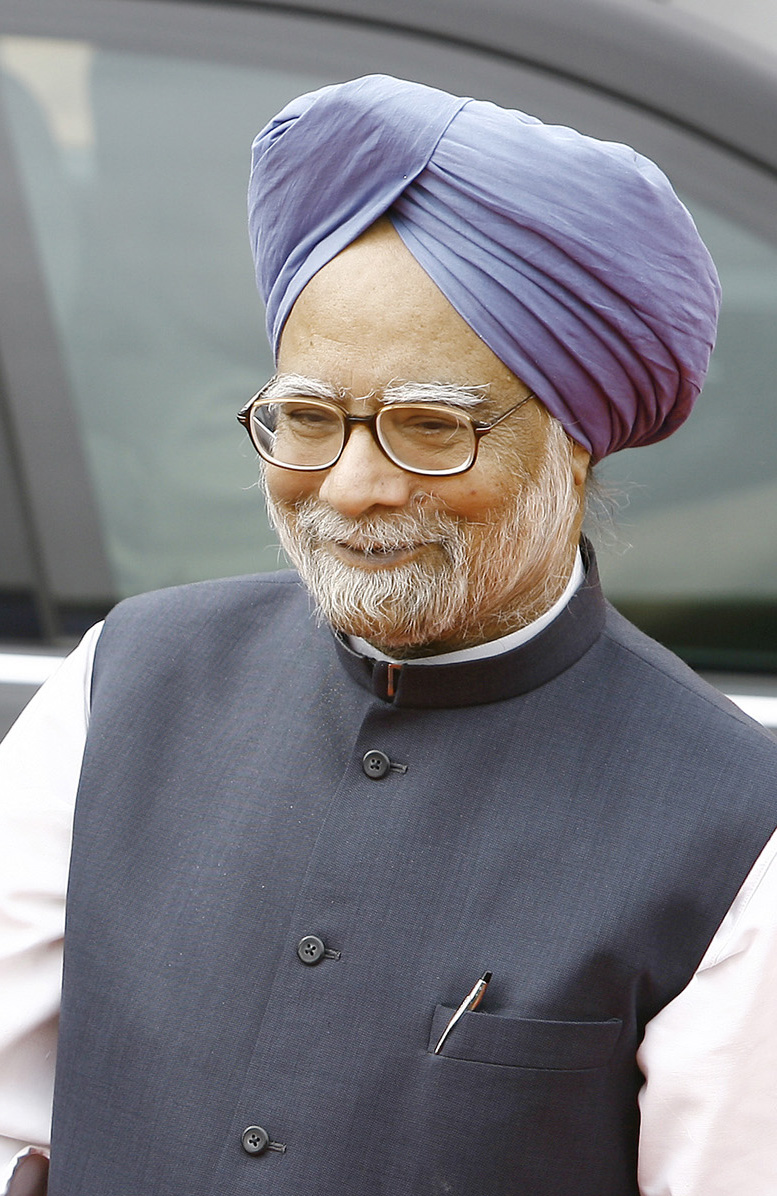
Manmohan Singh, Primer-ministro de India.
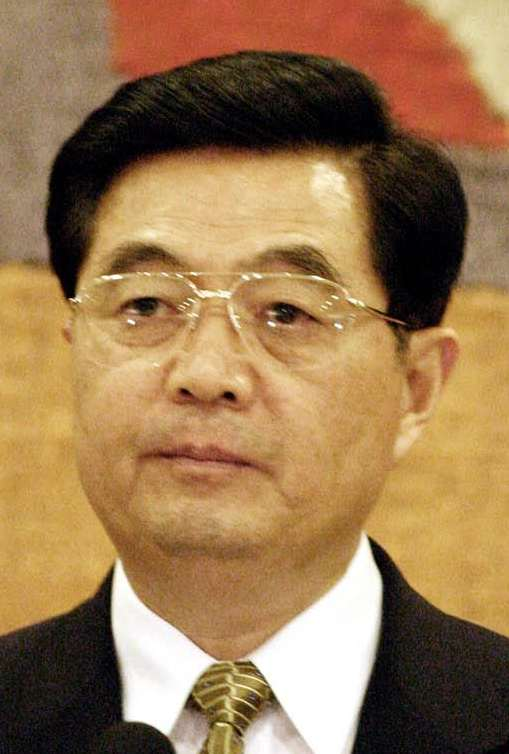
Hu Jintao, Presidente de China.
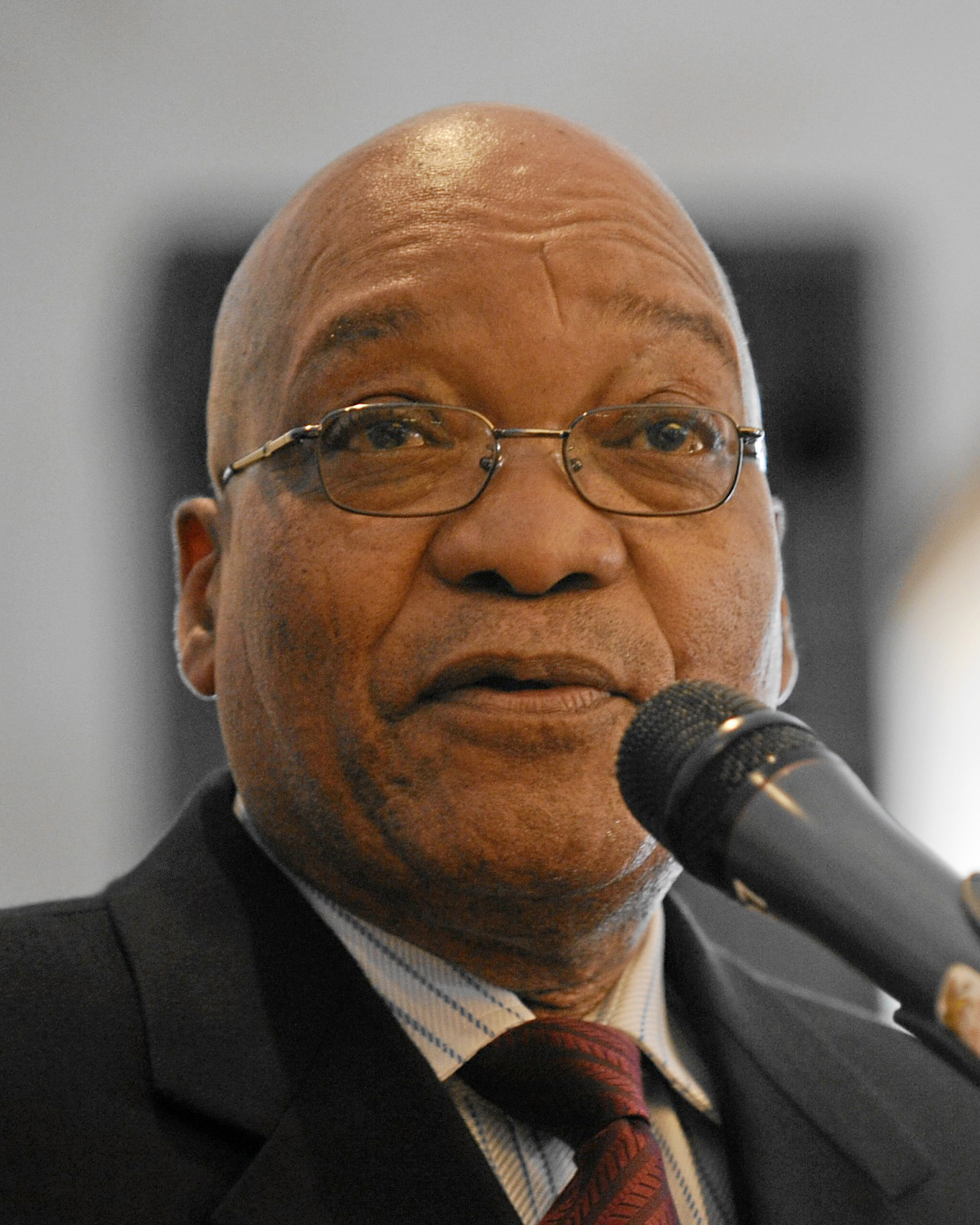
Jacob Zuma, Presidente de Sudáfrica.